# Andrij Zontach
Andrij Zontach, ukr. Андрiй Зонтах (ur. 4 listopada 1970) – ukraiński szachista i trener szachowy, arcymistrz od 1997 roku.

## Kariera szachowa
W turniejach międzynarodowych zaczął startować po rozpadzie Związku Radzieckiego. Jeden z pierwszych sukcesów odniósł w 1993 r. w kołowym turnieju w Belgradzie, gdzie wspólnie z Maratem Makarowem, Dragutinem Sahoviciem i Goranem Arsoviciem podzielił I miejsce. W 1994 r. zwyciężył (wspólnie z m.in. Witalijem Hołodem i Giennadijem Timoszczenko) w Sali, w 1994 i 1995 r. dwukrotnie podzielił I miejsca w otwartych turniejach w Werfen, natomiast w 1995 r. zwyciężył (wspólnie z Wiktorem Komliakowem) w Požarevacu. Dzięki tym wynikom, na światowej liście rankingowej w dniu 1 stycznia 1996 r. awansował do pierwszej setki, dzieląc 93-109. miejsce.
W kolejnych latach odniósł szereg sukcesów, zwyciężając bądź dzieląc I miejsca m.in. w:
- Tivacie (1997),
- Belgradzie (1998),
- Koszegu (1999)
- Kijowie (1999, memoriał Igora Płatonowa(inne języki), wspólnie z Myroslavem Shvartzem),
- Budapeszcie (1999 – dwukrotnie w cyklicznych turniejach First Saturday, edycje FS04 GM oraz FS06 GM),
- Kijowie (2001, wspólnie z Wadymem Małachatko),
- Krakowie (turniej Cracovia, edycja 2002/03, wspólnie z m.in. Ołeksandrem Zubariewem, Serhijem Fedorczukiem i Krzysztofem Jakubowskim),
- Bazylei (2004, wspólnie z m.in. Attilą Czebe, Trajcze Nediewem i Csabą Baloghem),
- Lipiecku – trzykrotnie (2007, 2008 – wspólnie z Aleksiejem Gawryłowem oraz 2010),
- Kijowie – trzykrotnie (2007, 2008 – wspólnie z Ołeksandrem Kowczanem(inne języki) oraz 2010 – wspólnie ze Spartakiem Wysoczinem(inne języki)).

Najwyższy ranking w dotychczasowej karierze osiągnął 1 lipca 2008 r., z wynikiem 2582 punktów zajmował wówczas 18. miejsce wśród ukraińskich szachistów.
Pod koniec lat 90. XX wieku zajął się również działalnością szkoleniową, do jego uczniów należał m.in. Sanan Sjugirow.